# بوب برايس
بوب برايس (بالإنجليزية: Bob Price)‏ هو سياسي أمريكي، ولد في 23 مايو 1936 في ديلاند في الولايات المتحدة. حزبياً، نشط في الحزب الديمقراطي.